# Chalcolepidius obscurus
Chalcolepidius obscurus là một loài bọ cánh cứng trong họ Elateridae. Loài này được Laporte miêu tả khoa học năm 1836.